# 카를 프리드리히 가우스
요한 카를 프리드리히 가우스(독일어: Johann Carl Friedrich Gauß IPA: [ˈjoːhan kaʁl ˈfʀiːdʀɪç ɡaʊ̯s], 라틴어: Carolus Fridericus Gauss 카롤루스 프리데리쿠스 가우스[*], 영어: Johann Carl Friedrich Gauss, 1777년 4월 30일~1855년 2월 23일)는 독일의 수학자이다.

## 생애
수학계 최고의 거장 가우스는 독일 브라운슈바이크에서 벽돌 굽는 일을 하는 가난한 가정에서 태어났다. 가우스의 아버지는 제대로 된 학교 교육을 받지 못했기 때문에, 학문이라는 것은 쓸모없는 것이라고 생각하였다. 그래서 아들이 자신의 뒤를 이어, 벽돌 노동자가 되기를 원했다고 한다. 그러나 가우스는 학문을 공부하는 것을 좋아했기 때문에, 가우스는 유년 시절에 아버지와 자주 다퉜다고 한다. 그러나 어머니는 가우스의 학업에 대하여 긍정적이었고, 삼촌도 마찬가지였다. 어머니와 삼촌의 지원 덕분에 가우스는 열심히 공부할 수 있었다. 물론, 아버지는 지원을 해주지 않았다. 이후, 브라운슈바이크 공작의 지원으로 1792년부터 1795년 사이에 카롤링 학교(라틴어: Collegium Carolinum, 지금은 브라운슈바이크 공과대학교)라고 불리는 곳에서 공부할 수 있었다. 후에는 브라운슈바이크 공작의 도움을 받아서 괴팅겐 대학교로 옮겨가, 1795년부터 1798년까지 머물렀다. 괴팅겐 대학교에서 가우스는 몇 가지 중요한 이론들을 독립적으로 재발견하였다.
1796년 가우스는 변의 개수가 페르마 소수인 정다각형은 자와 컴퍼스만으로 작도가 가능하다는 것을 보였다. 특히, 3월 30일에 정 17각형의 작도가 가능함을 발견하였다. 이는 고대 그리스 시대부터 수학에서 중요한 부분을 차지해 온 작도 문제에서 매우 중요한 발견이었다. 훗날에 가우스는 이 결과에 너무 기뻐한 나머지 아르키메데스가 묘비에 원기둥에 내접한 구를 새겼고, 야코프 베르누이가 묘비에 로그 나선을 새긴 것과 마찬가지로 자신의 묘비에 십칠각형을 새겨달라고 요청하였는데, 원과의 구별이 어렵기 때문에, 십칠각형을 대신해 17개의 점으로 된 별이 새겨졌다. 또한, 가우스는 정수론 영역에서 합동 산술을 발견했고, 1796년 4월 8일에 최초로 이차 상호 법칙을 증명해 보였다. 이 놀라운 일반 법칙은 수학자들이 이차 방정식의 해결 가능성을 결정지을 수 있도록 해주었다. 그리고 1796년 5월 31일에 추측된 소수 정리는 소수들이 정수들 사이에서 어떻게 분포하는지에 대해서 이해할 수 있도록 도와주었다. 또한, 가우스는 모든 자연수는 3개의 삼각수들로 나타날 수 있음을 7월 10일에 증명해 보이면서, 그의 일기에 "Heureka! num=Δ+Δ+Δ."라는 유명한 말을 남겼다. 1796년 10월 1일에는 다항식의 유한한 영역에서 계수에 따른 해의 개수에 대한 연구 결과를 출판했다.
그는 대표적 저서인 《산술 연구》(Disquisitiones Arithmeticae)를 21살이던 1798년에 완성하였는데, 이는 1801년에서야 출판되었다.

### 1799년~1830년
1799년 박사 학위 논문으로, "대수방정식의 근의 존재 증명"을 저술하였다. 1변수의 모든 유리정함수(integral rational algebraic function)는 1차 또는 2차의 소인수로 분해된다는 것을 보였다. 또한 복소수 범위에서 상수가 아닌 모든 일변수 다항식은 적어도 하나의 근을 가진다는 대수학의 기본 정리를 증명했다. 장 르 롱 달랑베르를 비롯한 수학자들은 가우스에 앞서 잘못된 증명들을 내놓았는데 가우스는 자신의 논문에서 달랑베르의 증명을 비판하였다. 오늘날의 관점에서는 조르당 곡선 정리를 증명 없이 사용한 가우스의 증명 역시 엄밀하지 못했지만 그 뒤에 세 개의 다른 증명들을 내놓았다. 1849년의 마지막 증명은 오늘날에도 엄밀하게 여겨지며, 가우스의 증명들을 통해서 복소수의 개념이 명확하게 정의되었다.
1801년에는 1798년 완성된 《산술 연구》가 출판되었다. 이 책에서 그는 합동 산술에 대하여 서술하였고 이차 상호 법칙을 최초로 증명하였다. 주세페 피아치가 소행성 세레스를 발견하자 가우스는 세레스의 궤도를 계산하였고, 그가 예측한 지점에서 세레스가 재발견되었다. 이로 인하여 가우스는 과학계에 유명세를 타게 되었다. 가우스는 브라운슈바이크 공작으로부터의 장학금에 의존하였는데, 1807년 괴팅겐 천문학 관측소의 박사 겸 괴팅겐 대학교 천문학과 교수로 임명되어서 재정적으로는 안정 되었다.
가우스는 개인적인 삶에 있어서는 그리 행복하지 못했다. 그와 첫 번째 부인인 요하나 오스토프(독일어: Johanna Osthoff) 사이에 2남 1녀를 두었고, 다음과 같다.
- 카를 요제프(독일어: Carl Joseph, 1806~1873)
- 빌헬미나(독일어: Wilhelmina, 1808~1846)
- 루트비히(독일어: Ludwig 또는 Louis, 1809~1810)

그러나 요하나는 1809년에 사망하였고, 곧 아들 루트비히도 어려서 사망하였다. 가우스는 그의 첫 번째 부인 요하나의 가장 친한 친구인 미나 발데크(독일어: Minna Waldeck)와 재혼하였고, 2남 1녀를 두었다.
- 오이게네(Eugene, 1811~1896). 1832년 경에 미국으로 이민하였다.
- 빌헬름(Wilhelm, 1813~1879). 미국으로 이민해서 농장을 시작하였고, 미국 세인트루이스에서 구두 사업으로 부자가 되었다.
- 테레스(Therese, 1816~1864). 가우스가 죽을 때까지 집에 머물렀고, 가우스 사후에 결혼하였다.

가우스는 미국으로 이민한 두 아들과 갈등하였고, 아들들이 가문의 이름을 욕되게 하지 않기 위하여 학문에 입문하는 것을 반대하였다. 가우스는 오이게네가 변호사가 되기를 원했지만 오이게네는 언어학을 공부하고 싶어 했다. 그들은 오이게네가 열었던 파티에서 논쟁했고 결국 가우스는 파티 비용 지불을 거절했다. 아들은 화가 나서 미국으로 이민을 떠났고, 꽤 성공을 거두었다. 하지만 오이게네는 가우스의 친구들과 동료들 사이에서 평판이 좋지 않았기 때문에 성공하는데 꽤나 오랜 세월이 걸렸다.
미나 발데크는 오랜 질병으로 인하여 1831년에 사망하였고, 그 뒤에는 딸 테레제가 집안일을 대신하였다. 가우스의 어머니는 1817년부터 1839년에 사망할 때까지 가우스와 동거하였다.

### 1831년~1855년

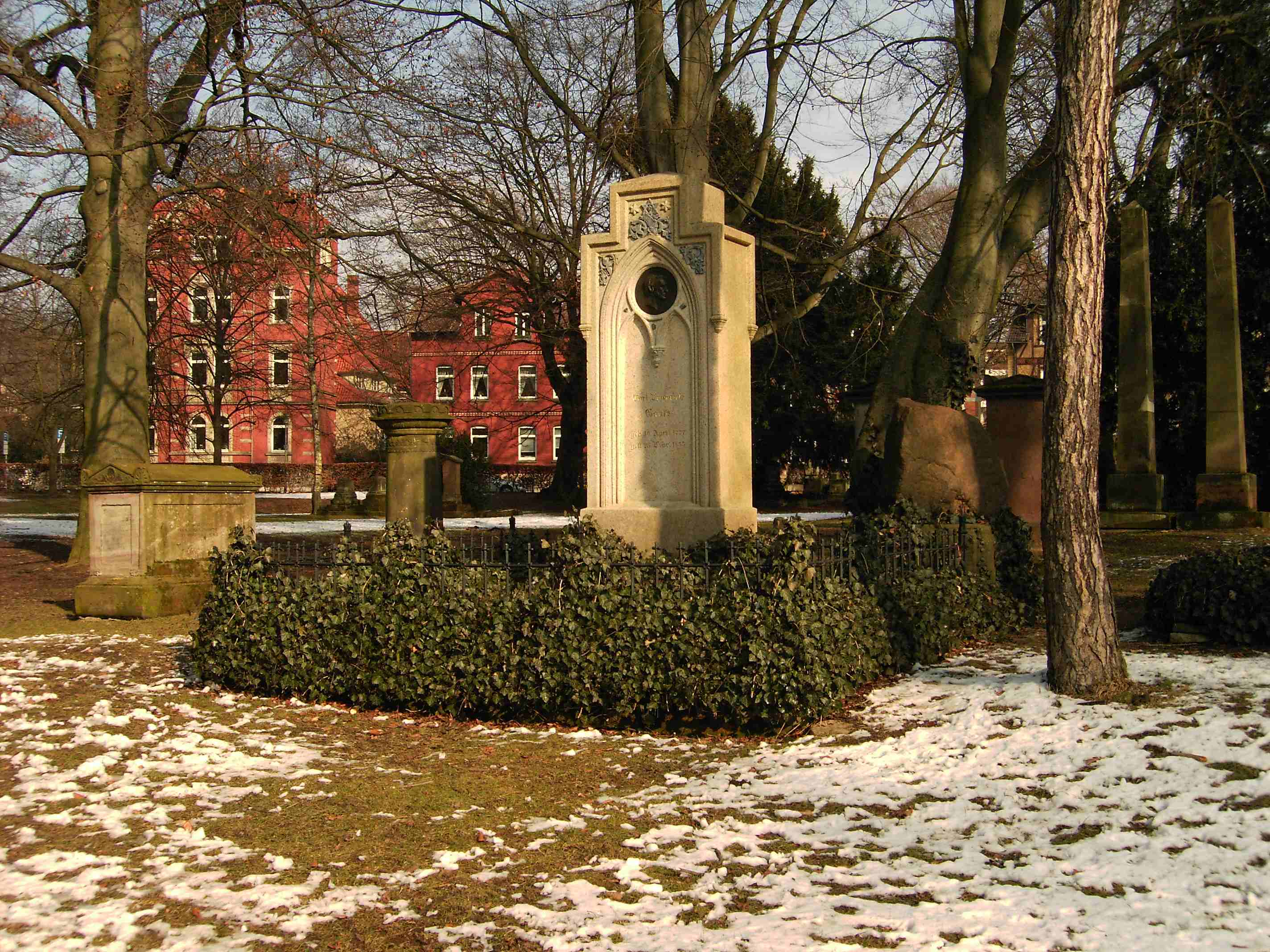
가우스의 묘

1855년에 독일 괴팅겐에서 77세의 나이로 사망하였다. 괴팅겐의 알바니프리드호프(Albanifriedhof) 묘지에 묻혔고, 가우스의 사위 하인리히 에발트(독일어: Heinrich Ewald)와 가우스의 가까운 친구이자 전기 작가였던 볼프강 자르토리우스(Wolfgang Sartorius)가 그의 장례식에서 추도사를 맡았다.
가우스의 뇌는 보존되어서, 루돌프 바그너(독일어: Rudolf Wagner)가 연구하였다. 뇌의 무게는 1.492kg, 대뇌의 부분이 219.588cm3이었고, 회백질이 많이 발달되었다는 사실이 발견되어, 20세기 초에 그의 천재성을 설명하는 증거로 제시되었다.
완벽주의자에 대단히 열심히 일하는 학자였다. 아이작 아시모프에 따르면, 어떤 문제와 씨름하던 중, 그의 아내가 아파서 죽어간다는 말을 듣자, "그녀에게 조금만 기다리라고 전해 주시오."라고 했다고 한다. 이 일화는 월도 더닝턴(Waldo Dunnington)의 《가우스, 과학의 타이탄》에도 짧게 소개되어 있지만, 더닝턴은 이 일화의 진위가 의심스럽다고 서술하였다.
다작(多作) 스타일의 작가는 아니었으며, 스스로 보기에 완벽하거나 비판을 견디리라고 생각되지 않는 원고는 결코 출판하지 않았다. 이것은 개인적인 모토인 "드물지만 성숙하게"(라틴어: Pauca sed matura)에 철저하기 위함이었다. 동시 대인들이 대단한 수학적 업적이라고 발표한 것들을 수 년 또는 수십 년 전에 그가 먼저 발견했다는 사실이 일기를 검토한 후대인들에 의해서 발견되었다. 수학사가인 에릭 템플 벨(Eric Temple Bell)은 "만일 가우스가 그의 모든 발견들을 적시에 출판했더라면, 인류의 수학사는 50년은 당겨졌을 것."이라고 말했다.
그를 따르는 젊은 수학자들을 양성하는 일에 소홀했다는 비판을 받는다. 드물게 소수의 수학자들과 협력 작업을 했으며, 다른 사람들에게 오만하고 엄격하다는 인상을 주었다. 학생도 적은 수만을 받았는데, 그나마도 가르치는 일을 좋아하지는 않았다. 학회는 1828년 독일 베를린에서 열린 모임에만 한 차례 참석하였다. 그런 중에서도 그의 제자 가운데 리하르트 데데킨트, 베른하르트 리만, 프리드리히 베셀 등은 당대 가장 뛰어난 수학자로 성장하였다. 가우스는 우편으로 교류하였던 프랑스의 여성 수학자 소피 제르맹의 능력을 인정하며, 명예 학위를 수여하려 했다.
가우스는 아르키메데스, 아이작 뉴턴과 함께 세계 3대 수학자들 중 한 명이 됐고, 오늘날에는 "수학의 왕자"라는 타이틀로 굉장히 유명하다. 그는 수학뿐만 아니라 여러 분야에서 큰 기여를 했다. 특히, 정수론을 수학의 중요한 분야로 만들었다는 평가를 받는다.

## 주요 업적
가우스는 변의 개수가 페르마 소수인 정다각형은 눈금 없는 자와 컴퍼스만으로 작도가 가능하다는 것을 증명했다. 가우스는 정수론을 수학의 중요한 분야로 만들었다. 가우스는 모든 자연수는 3개의 삼각수들로 나타날 수 있음을 증명해 보였다.

### 정수론

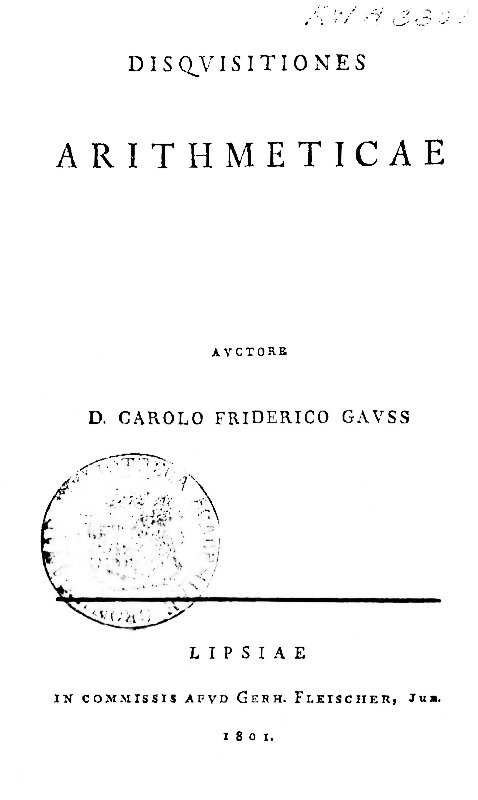
가우스의 저서 《산술 연구》 표지

그의 저서 《산술 연구》(라틴어: Disquisitiones Arithmeticae 디스퀴시티오네스 아리트메티카이[*])는 일반적인 정수론의 용어에 있어서는 혁명적 개선이다. 정수의 나누어떨어지는 개념의 처리를 매우 단순화 시킨 합동 산술과 합동식 등을 만들어 냈다. 그리고 1보다 큰 모든 자연수는 소인수들의 순서를 무시하면 유일한 방법으로 소인수 분해된다는 산술의 기본 정리를 최초로 증명했고, 레온하르트 오일러와 장 르 롱 달랑베르에 의해서 발표되었지만 엄격하게 증명되지 못했던 이차 상호 법칙을 증명하였다. 이러한 성과를 포함하고 있는 가우스의 《산술 연구》는 정수론의 발달에 크게 기여하였다.

### 최소제곱법
최소제곱법은 측정한 값을 바탕으로 한 결과의 제곱합이 최소가 되는 값을 구하여, 측정 결과를 처리하는 방법이다. 이 방법의 발견에 대한 선후 논쟁이 가우스와 아드리앵마리 르장드르 사이에서 일어났다. 최초의 발표는 르장드르가 1806년에 한 것이지만, 가우스는 1795년에 그것을 발견했다고 주장했다. 가우스가 이러한 논쟁을 싫어했기 때문에 심각한 학문적 논쟁은 편지들과 사후에 발견된 논문들을 통해서 가우스가 먼저 발견했다는 것이 밝혀졌다.

### 천문학
가우스가 과학계에서 유명해진 것은 왜행성 세레스의 궤도를 예측했기 때문이다. 주세페 피아치에 의해서 발견되었지만, 태양 광선 속으로 사라진 세레스의 궤도를 이전의 조제프루이 라그랑주, 피에르시몽 라플라스 등에 의해서 만들어진 방법들로는 완전히 예측하는 것이 불가능했다. 하지만 가우스는 그의 위치 추산력(천체의 매일 매일의 위치가 미리 쓰여진 천문학적 달력)을 바탕으로, 세레스의 위치를 거의 정확하게 예측해 내었다. 이후, 가우스는 그의 방법을 계속해서 발전시키고, 새로운 행성이 발견되는대로 궤도를 계산했다. 그 방법은 《천체 운동론》으로 발표되었고, 이후에 가우스의 제자인 요한 프란츠 엥케에 의해서 개선되어, 지금까지도 쓰이고 있다.
1801년 1월 1일 이탈리아의 천문학자 주세페 피아치는 소행성 세레스를 발견했지만, 그것을 며칠동안 밖에는 관찰할 수 없었다. 가우스는 그것이 다시 발견될 수 있는 위치를 정확하게 예측했다. 그리고 그것은 고타에서 1801년 12월 31일에 프란츠 크사버 폰 차흐(독일어: Franz Xaver von Zach)에 의해서 재발견되었고, 하루 뒤엔 브레멘에서 하인리히 올베르스에 의해서 재발견되었다. 차흐는 가우스의 지적인 작업과 계산이 없었다면 세레스를 다시 발견할 수 없었을 것이라고 말했다.
1801년 1월 1일 피아치의 세레스 발견은 가우스가 커다란 행성들에 의해서 방해받은 미행성의 운동에 관한 이론에 대한 작업을 하도록 이끌었다. 이 작업은 《천체 운동론》(라틴어: Theoria motus corporum coelestium in sectionibus conicis solem ambientum, 원뿔 곡선을 따라서 태양을 공전하는 천체 운동론)이라는 이름으로 1809년에 출판되었다. 피아치는 세레스의 움직임을 단지 2달동안 밤하늘을 가로질러서, 3도 만큼만을 따라갈 수 있었다. 그때, 세레스는 태양 빛 뒤로 일시적으로 사라졌다. 몇 달 뒤 세레스가 다시 나타났을 때, 당시의 수학적인 방법들로는 3도(전체 궤도의 1%)의 부족한 데이터로부터 위치를 추정하는 것이 불가능했기 때문에, 피아치는 그 위치를 찾을 수가 없었다.
그때 당시, 23세였던 가우스는 그 문제에 관해서 직접 듣고 달려들었다. 석 달동안 집중해서 작업을 한 뒤에, 그는 세레스의 최초 발견으로부터 약 1년 뒤인 1801년 12월의 위치를 예측했고, 이 예측은 0.5도 내에서 정확하다는 것이 밝혀졌다. 그 과정에서 그는 또한 18세기의 궤도 예측에 대한 그 성가신 수학을 합리화했다. 《천체 운동론》으로 몇 년 뒤에 출판된 그의 적은 천문학적인 계산에 대한 초석을 마련해 주었다. 그것은 가우스 인력상수를 제시했고, 오늘날에는 측정 오차의 영향을 최소화하기 위해서 모든 과학에 사용되는 최소제곱법을 포함하고 있었다. 1809년에 가우스는 정규 분포 오차 가정하에 그 방법을 증명할 수 있었다. 최소제곱법은 1805년에 이미 아드리앵마리 르장드르가 발표하였지만, 가우스의 편지들과 사후에 발견된 논문들을 통해서 가우스가 먼저 발견했다는 것이 밝혀졌다.

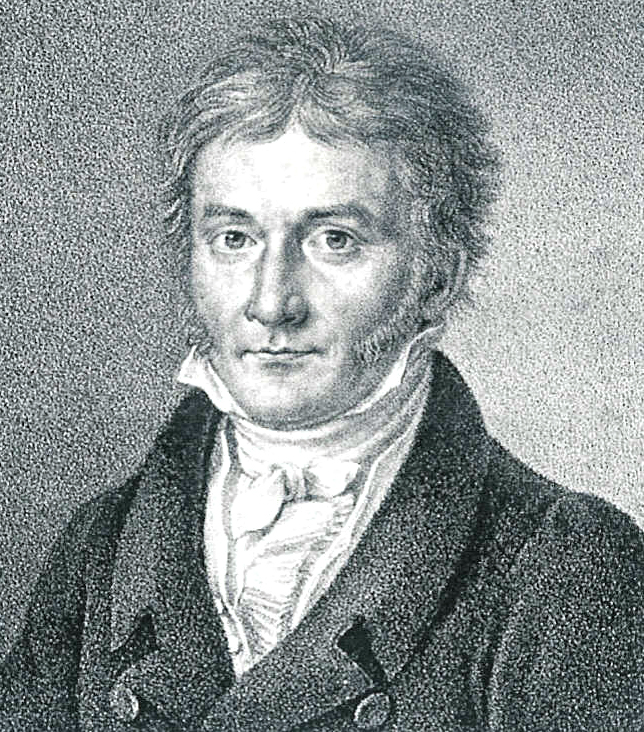
《천문학 소식지》(Astronomische Nachrichten)에 실린 가우스의 초상화(1828년)

### 측지학
측지학이란 용어는 땅을 분할하는 것을 의미하는 그리스어에서 유래되었고, 지구 표면상에 있는 지점들간의 상호 위치 관계를 구하는 측량을 위한 학문이다. 이 분야는 천문학과도 관련이 있었기 때문에, 가우스는 측지학 문제에 빠져들었다.
1818년에 가우스는 그의 계산 능력을 실용적으로 사용하였는데, 하노버 주의 측지선을 측량하여, 이전의 덴마크 측량들과 연결지었다. 그는 측량 작업을 위해서 거울로 태양광을 반사시켜서, 먼 거리에서 위치를 측정하는 회광기(heliotrope)를 발명하였다.
1821년에 하노버 정부와 네덜란드 정부의 측지 사업의 학술 고문으로 위촉받으면서, 곡면론과 관련된 곡률 문제, 등각 사상 이론, 곡면의 전개 가능성 등을 연구하였다. 그리고 야외에서 측량을 수행하고 감독했으며, 회광기와 각을 재는 가우스의 방법을 이용함으로써 관측은 이전에 비해서 한층 더 정확성을 갖게 되었다. 또한 기하학적인 관점에서 지표면이란 단지 모든 점에서 중력의 방향이 직각으로 교차하는 곡면이라는 준위 곡면을 정의하였고, 이는 오늘날에는 퍼텐셜 이론으로 불리는 문제와 관련되어 있으며, 그의 이론적 연구들은 현대 측지학의 기초가 되었다.

### 비유클리드 기하학
그리스의 기하학자인 유클리드의 《유클리드의 원론》에 있는 기하학적인 공리들에 따르면, "임의의 직선 위에 없는 한 점을 지나, 그 직선과 평행한 직선은 오직 하나만 그을 수 있다"고 여겨졌다. 하지만 가우스는 이러한 평행선을 몇 개나 그을 수 있다는 가정에서 출발하여도, 모순이 없는 비유클리드 기하학이 만들어진다는 것을 보여주었다. 1829년 이전, 가우스의 편지들은 그가 평행선의 문제를 어렴풋이 토론한 것을 보여준다. 그리고 가우스의 오랜 제자인 월도 더닝턴(영어: Waldo Dunnington)은 그 사실을 성공적으로 증명했다. 그러나 가우스는 이 업적을 출판하지 않았다.
가우스의 친구 보여이 퍼르커시(헝가리어: Bolyai Farkas)와 학생들은 유클리드의 기하학에 대한 다른 공리들로부터 평행선 공리를 증명하려고 시도하였지만, 실패하였다. 보여이의 아들 보여이 야노시는 1829년에 쌍곡기하학이라는 비유클리드 기하학을 발견했고, 이를 1832년에 출판하였다. 이것을 본 뒤, 가우스는 보여이 퍼르커시에게 "이 발견을 축하하는 것은 결과적으로 나 자신을 축하하는 것이다. 연구 내용 전반에 걸쳐, 대부분이 내가 30세에서 35세 사이에 생각했던 것과 거의 일치한다"고 편지를 썼다. 이로 인해서 가우스와 보여이 야노시의 관계는 멀어지게 되었다.

### 미분기하학
가우스는 측지학에 대해서 연구하면서 미분기하학에 관심을 갖게 되었다. 1828년 곡률의 개념에 대한 중요한 성질을 제시하고, 가우스의 빼어난 정리를 증명하였다. 이 정리에 따르면, 면의 곡률이 측정 각들과 면의 거리에 따라서 완전히 결정지어질 수 있고, 곡률은 면이 3차원 공간상에서 어떻게 배치되어 있는지에 의존하지 않는다.

### 물리학
전류가 나침반 바늘에 영향을 준다는 한스 크리스티안 외르스테드의 발견과 마이클 패러데이의 유도 전류 발견을 토대로, 가우스는 빌헬름 에두아르트 베버와 함께 전자석 전신기를 만들었다. 전신기의 선은 약 1km에 달했고, 전신기를 통해서 짧은 메모를 교환했기 때문에 이 장치는 실질적으로 이용된 최초의 전기적 전신기였다.
가우스는 1831년 독일 괴팅겐 대학교 물리학과 교수로 취임한 때부터, 물리학 교수인 빌헬름 에두아르트 베버와 공동으로 많은 성과를 거두었다. 지구 자기장에 대한 새로운 지식을 이끌어 내고, 전기 법칙들로부터 키르히호프의 법칙을 유도하였다.
1832년에는 〈지자기력의 절대적 측정〉(라틴어: Intensitas vis magneticae terrestris ad mensuram absolutam revocata 인텐시타스 비스 마그네티카이 테레스트리스 아드 멘수람 압솔루탐 레보카타[*])이라는 논문에서 절대 단위계를 도입하여, 물리학에서 정량적인 측정에 대한 새로운 원리를 제시했다. 가우스의 새로운 관찰 방법을 통해서, 지구의 자기장을 이전에 비해서 월등하게 정확한 방법으로 측정할 수 있게 되었다.
가우스와 베버는 1833년 처음으로 전자기식 전신기를 만들어서, 독일 괴팅겐 물리협회와 관측소를 연결했고, 자기 관측을 위해서 관측소에 자기 기록계를 제작했다. 그리고 베버와 함께 자기 학회(magnetischer Verein)를 설립했고, 이 단체는 세계 곳곳에서 지구의 자기장을 측정하는 것을 지원하였다. 그는 자기장에서 수평 밀도를 측정하는 방법을 개발하기도 했다.
그리고 가우스와 베버의 단위 체계는 1881년 프랑스 파리에서 개최된 국제 회의에서 약간의 수정을 거쳐서, 센티미터, 그램, 초를 기본 단위로 하는 CGS 단위계로 승인되었다. 그의 이 업적을 기리기 위해서, 자기력 선속의 밀도를 나타내는 단위로 가우스가 사용되고 있다.
그리고 〈지자기의 일반 이론〉(독일어: Allgemeine Theorie des Erdmagnetismus, 1838)을 통해서 지구의 자기장의 원인이 지구 내부에 있다고 했고, 나중에 북극의 오로라에 의한 자기 혼란과 같은 다른 요인들도 고려되었다.

### 광학•역학
천문학 분야에서 활발한 활동을 하면서 망원경 개발과 관련하여, 광학을 연구하였다. "빛의 굴절에 관한 연구"에서 가우스는 순전히 기하학적인 방법으로 렌즈들을 조합해서, 두꺼운 렌즈에서도 두께를 무시할 수 있는 단일 렌즈에 대해서 성립하는 간단한 식을 이용할 수 있다는 것을 알아냈다.
그 외에도 모세관 현상과 관련하여, "평형 상태에서 유체의 형태론에 대한 일반 법칙"에서 한 방울의 수은 액체를 이용해서 수은의 모세 상수를 구하는 방법을 소개하고, "역학의 새로운 일반 원칙에 관하여"에서 해밀턴의 원리와 관련된 논의를 했다.

## 일화
- 가우스가 어렸을 때, 가우스의 지도 교사였던 뷔트너 선생님이 "1~100까지의 숫자들을 모두 더하면 몇이 나올까?"라는 문제를 냈는데, 제일 먼저 종이에 5050이라고 써서 제출했고, 그 이유를 "{\displaystyle S=1+2+3+...+99+100}이면 {\displaystyle S=100+99+...+3+2+1}이다. 이것을 위 아래 같은 항끼리 더하면 {\displaystyle 2S=101+101+...+101+101} 이고, 101이 100개 있는 모습이다. 따라서, {\displaystyle 2S=101\times 100;S=101\times 50=5050}이다." 라고 하였다.

## 명언
- "수학은 과학의 여왕이고, 정수론은 수학의 여왕이다."
- "나는 말하는 것보다 계산하는 것을 더 먼저 배웠다."
- "아무리 큰 대성당도 건축 공사장의 마지막 조각이 채워질 때까지는 대성당이라고 할 수 없다."
- "대자연이여, 나의 여신인 자연이여, 당신이 정해 놓은 법칙에 따라 봉사하는 것이 나의 의무입니다."(셰익스피어의 리어 왕에 나오는 이 구절은 가우스가 곧잘 이용하는 대사라고 한다.)

## 가우스의 일기
가우스의 일기는 1796년 3월 30일부터 1814년 7월 9일까지 쓰여졌고, 그가 죽은 후 1898년에서야 발견되었다. 가우스가 발표하지 않았거나 친구들과의 편지에서 간략히 언급했던 매우 많은 양의 수학적 결과를 담고 있었기 때문에, 그의 수학적 업적을 판단하는 것에서 중요한 자료가 되었다. 총 146가지의 발견에 대한 간단한 증명과 계산 결과, 수학적 정리의 단순한 주장 등이 담겨 있다. 이 내용들로부터 대수학, 해석학, 정수론 등에 관한 그의 위대한 발견들을 추적할 수 있게 되었다.
이 일기에서는 가우스가 보여주었던 신중함과 어려움의 가면을 벗어 버렸다. 그는 수많은 발견들을 자신의 엄격함, 아름다움, 종합성에 대한 기준 때문에 발표하지 않았는데, 일기를 통해서는 그와는 다른 모습도 보여주었다. 아르키메데스가 "유레카!"를 외쳤듯이, 그는 일기를 통해서 "새로운 행복이 솟아나도다!"(라틴어: Felicitas novis est facta), "게간을 정복하였다!!(라틴어: Vicimus GEGAN) 등의 표현으로 발견에 대한 기쁨과 환희를 나타내었다. 여기에서 라틴어: GEGAN 게간[*]이 무슨 뜻인지는 오랫동안 수수께끼로 남아 있었는데, 오늘날에는 "산술 기하 평균과 타원함수 사이의 관계"(영어: Nexum medii Arithmetico-Geometricum Expectationibus Generalibus)의 약자인 라틴어: NAGEG 나게그[*]를 반대로 쓴 것으로 추측되고 있다.

## 같이 보기
- 정수론